# Verton
Verton település Franciaországban, Pas-de-Calais megyében. Lakosainak száma 2557 fő (2022. január 1.). Verton Rang-du-Fliers, Waben, Berck, Conchil-le-Temple, Groffliers, Lépine és Wailly-Beaucamp községekkel határos.

## Népesség
A település népessége az elmúlt években az alábbi módon változott:
| Lakosok száma | 2296 | 2375 | 2466 | 2425 | 2472 | 2491 | 2510 | 2537 | 2557 |
|               | 2013 | 2015 | 2016 | 2017 | 2018 | 2019 | 2020 | 2021 | 2022 |